# Mathilde Nora Goudstikker
Mathilde Goudstikker (* 13. März 1874 in Hamburg; † 15. April 1934 in München), verh. Göschel, war Porträt- und Architekturfotografin, sowie Mitinhaberin des Ateliers Elvira. Sie war die Schwester der Frauenrechtlerin Sophia Goudstikker.

## Leben
Mathilde Goudstikker war das zwölfte Kind des Antiquitäten- und Ölgemäldehändlers Salomon Elias Goudstikker und seiner Frau Gretje, geb. Klisser. Die jüdische Familie, ursprünglich aus Amsterdam, zog 1879 von Hamburg nach Dresden, und auch da immer wieder um. Man lebte in Geldnöten und überwiegend in schwierigen, beengten Verhältnissen. Ab 1885 waren nur noch Mathilde und die um 8 Jahre ältere Schwester Sophia bei den Eltern. 1866 verließ auch der Vater die Familie, Sophia ging mit Anita Augspurg nach München, um sich mit einem Fotoatelier selbständig zu machen. Zurück blieben die Mutter und die jüngste Tochter.
Sophia kümmerte sich jedoch zeitlebens um ihre jüngere Schwester und ihre Mutter. Nachdem das Münchner Atelier Elvira sehr erfolgreich war, gründeten Anita Augspurg und Sophia Goudstikker 1891 eine Filiale im nahen Augsburg, die Mathilde anvertraut wurde. In Augsburg gab es bereits neun Fotoateliers, aber der Standort Ludwigstraße, eine lebendige Geschäftsstraße in Theaternähe, war vielversprechend. Es war das erste von Frauen gegründete Fotostudio in Augsburg.

## Werdegang

### Atelier Elvira in Augsburg
Mathilde Goudstikker wurde zunächst von ihrer Schwester eingearbeitet und unterstützt, mit 17 Jahren wurde sie Geschäftsführerin. Bald traute sie sich einiges zu, etwa als sie 1892 versuchte mit Hilfe ihres Kunden Hans von Bülow, Otto von Bismarck während eines Augsburgaufenthalts dafür zu gewinnen, sich im Atelier Elvira fotografieren zu lassen. Bülow notierte allerdings „Hoho! Augsburg – Grossartig naiv!“, der Versuch blieb auch ohne Erfolg. Mit der Zeit stellte sich jedoch namhafte Kundschaft ein. Die einzige erhaltenen Fotografie mit einem Hinweis auf den Entstehungsort Augsburg ist das Foto des Fürsten Karl von Fugger-Babenhausen 1895. Ansonsten gilt für das Haupthaus in München und die Augsburger Filiale ein gemeinsames Signet. Die beiden Schwestern übernehmen die Geschäftsleitung auch gemeinsam, als Anita Augspurg sich zurückzieht, um in der Schweiz Jura zu studieren.
Als sich auch Sophia Goudstikker immer stärker für die Frauenfrage engagiert, wird die Augsburger Filiale an Richard Fischer verkauft, der den Laden unter gleichem Namen weiterführt. Mathilde ist nun für das Münchner Haus verantwortlich.

### Atelier Elvira in München
Es beginnt eine erfolgreiche Arbeit. Im Atelier Elvira werden berühmte Bühnenkünstlerinnen wie Elsa Brünner und Milka Ternina porträtiert, die beide lesbisch sind und die im Atelier Elvira, dank Sophia Goudstikker, Gleichgesinnte treffen. Rainer Maria Rilke lässt sich im Februar 1897 ablichten und schwärmt seither von Mathilde, er schreibt ihr Briefe, wovon noch 13 erhalten sind, er widmet ihr sogar sein Theaterstück Höhenluft. Allerdings erwidert sie seine Gefühle nicht. Rilke bleibt aber weiter im Freundeskreis, ebenso wie Lou Andreas Salomé, Frieda von Bülow und August Endell.
Endell wird auch ausgewählt, den Neubau des Atelier Elvira in der Von-der-Thann-Straße zu gestalten. Die Bauträgerinnen sind Mathilde und Sophia Goudstikker sowie Anita Augspurg. 1898 wird das Atelier mit dem spektakulären Jugendstilmotiv fertig, das dazugehörige Wohnhaus ein Jahr später. Hier wohnen die Goudstikker-Schwestern wieder mit ihrer Mutter zusammen, allerdings schon im Jahr 1900 stirbt.
Am 15. April 1900 findet in Paris die Weltausstellung statt, zur dort stattfindenden „Sammelausstellung der Fotographie“ ist auch das Atelier Elvira eingeladen. Die Goudstikker-Schwestern präsentieren dort, laut Katalog, „Künstlerische Photographien“.

### Ehe
Am 15. April 1903 heiratet Mathilde Goudstikker den um ein Jahr jüngeren, aus Nürnberg zugezogenen Architekten Sigismund Heinrich Göschel. Er hat eine Anstellung als Assistent in der Königlichen Obersten Baubehörde und ist in die Bauplanung der Gefängnisse Landsberg und Aichach eingebunden. Sie ziehen in ein Haus in der Mandlstraße 1c, wo auch Otto Falckenberg wohnt. Später leben sie am Ferdinand-Miller-Platz 10, wo auch der Maler Carl Jacobs und seine ebenfalls kreative Frau Anna Jacobs wohnen. Mit ihnen und unter den Kindern entwickelt sich eine Freundschaft. Jacobs kann sogar die farbliche Gestaltung von Göschels Neubauten übernehmen. Bei Sigismund Göschel folgt eine Beförderung auf die andere, 1906 ist er Königlicher Militär-Bauamtmann im Vorstand des Militärischen Neubauamtes. Im gleichen Jahr kommt der Sohn Heinz Walter Karl zur Welt.
Die Ehe ist harmonisch und von beiderseitiger Unterstützung geprägt. Es ist belegt, dass Sigismund Göschel einen Vortrag im Verein für Fraueninteressen hält, wo auch Mathilde Mitglied ist. – Umgekehrt illustriert Mathilde seine Vorträge mit Fotos von bayerischen Bauwerken und Denkmälern. Mathilde zieht sich nach ihrer Heirat aus dem Atelier Elvira zurück, dokumentiert aber fotografisch die Bauwerke ihres Mannes. „Im besten Wissen über alle Details der Bauten schafft sie erstklassige Architekturfotografien, die in Zeitschriften die Berichte über die Arbeit ihres Mannes bebildern. Dabei gelingt es ihr, die Prinzipien einer Architektur, die den Menschen stärker in den Mittelpunkt rückt, in eine neue Bildästhetik zu übertragen“, schreiben Goudstikkers Biografen.
Ein Höhepunkt in Göschels Karriere ist die Einladung von Prinzregent Luitpold in das private Steinzimmer der Residenz. Dies stellt eine Ehrung dar und ist verbunden mit einem sechsmonatigen Diensturlaub. Die junge Familie verbringt davon zwei Monate in Paris und zwei Monate in London, wo Mathilde Goudstikker Fotos vom Ledigenheim in London macht, die der Ehemann dann auf einem Vortrag mit Architekturfotografien aus Berlin und Budapest vorführt.
1913 steht ein erneuter Umzug in die Königinstraße 105 an, ein Mehrfamilienhaus in bester Lage. Es hat einen Blick auf den Englischen Garten. Man beschäftigt nun ein Dienstmädchen.

### Erster Weltkrieg
Während des Ersten Weltkriegs wird Sigismund Göschel zunächst in militärische Bauprojekte eingebunden, etwa um die Innenarchitektur des Militär-Erholungsheimes Bad Reichenhall zu gestalten. 1916 wird er jedoch in Verdun an die Front geschickt, kehrt aber schon in Kürze verletzt zurück. 1918 muss er an der Westfront in Frankreich erneut in den Kampf.
Mathilde setzt sich einstweilen dafür ein, dass ihr Mann einen Lehrauftrag an der Technischen Hochschule München bekommt. Dank ihres Kontakts zu Theodor Fischer gelingt das auch. Ab 1919 wird er dort Dozent, bald darauf folgt eine ordentliche Professur für Baukunst und Hochbaukonstruktionslehre. Man zieht in die unmittelbare Nähe, in die Arcisstraße 19.

### 1920 bis 1934
Zu Beginn der Zwanziger Jahren baut sich Familie Göschel ein Holzhaus in Widdersberg am Pilsensee, wo auch die Schriftstellerin Helene Böhlau ein Domizil hat. Es ist eine Gegend, in der viele Künstler leben. 1924 stirbt Sophia Goudstikker, sie vermacht ihr gesamtes Vermögen ihrer jüngeren Schwester. 1931 steht für die Familie Göschel ein erneuter Umzug an, in die Martiusstraße 3.
Mit dem aufkommenden Nationalsozialismus beginnt eine finstere Zeit: Zwar sind Mathilde und ihre Mutter bereits 1892, nach dem Tod von Salomon Ellias Goudstikker vom Judentum zum Protestantismus konvertiert. Zusammen mit ihrem Mann trat Mathilde 1932 auch noch aus der Kirche aus, aber die jüdische Abstammung war dennoch eine Gefahr. Sohn Heinz, mittlerweile promoviert, musste für die Anstellung als Hochschulassistent die jüdische Herkunft seiner Mutter verleugnen. – Im Haus in Widdersberg haben spätere Eigentümer ein Versteck hinter der Rückwand eines Schrankes entdeckt, wohl für einen Notfall gedacht.
Am 13. März 1934 stirbt Mathilde Goudstikker im Alter von 60 Jahren im Krankenhaus Dritter Orden in München. Ob es in Folge eins Selbstmordversuches war, eventuell wegen einer möglichen Affäre ihres Mannes mit einer jüngeren Sekretärin, ist ungeklärt. Die Urne mit ihrer Asche wird zunächst nach Nürnberg, dem Ort ihrer Schwiegereltern gebracht. 1981 erfolgt eine Umbettung nach Bad Wiessee in das Grab ihres Sohnes Heinz Göschel.

## Varia
- Die beiden Goudstikker-Schwestern wurden in Ernst von Wolzogens Schlüsselroman Das dritte Geschlecht[4] als die Schwestern Martha und Hildegard Heider erkennbar dargestellt. Mathilde ist Martha, deren Schönheit hervorgehoben wird.
- Es existierte eine Büste von Mathilde Goudstikker, gefertigt um 1900 von Hermann Obrist. 1944 wurde die Plastik zerstört.[5]